# Jack William Stocks

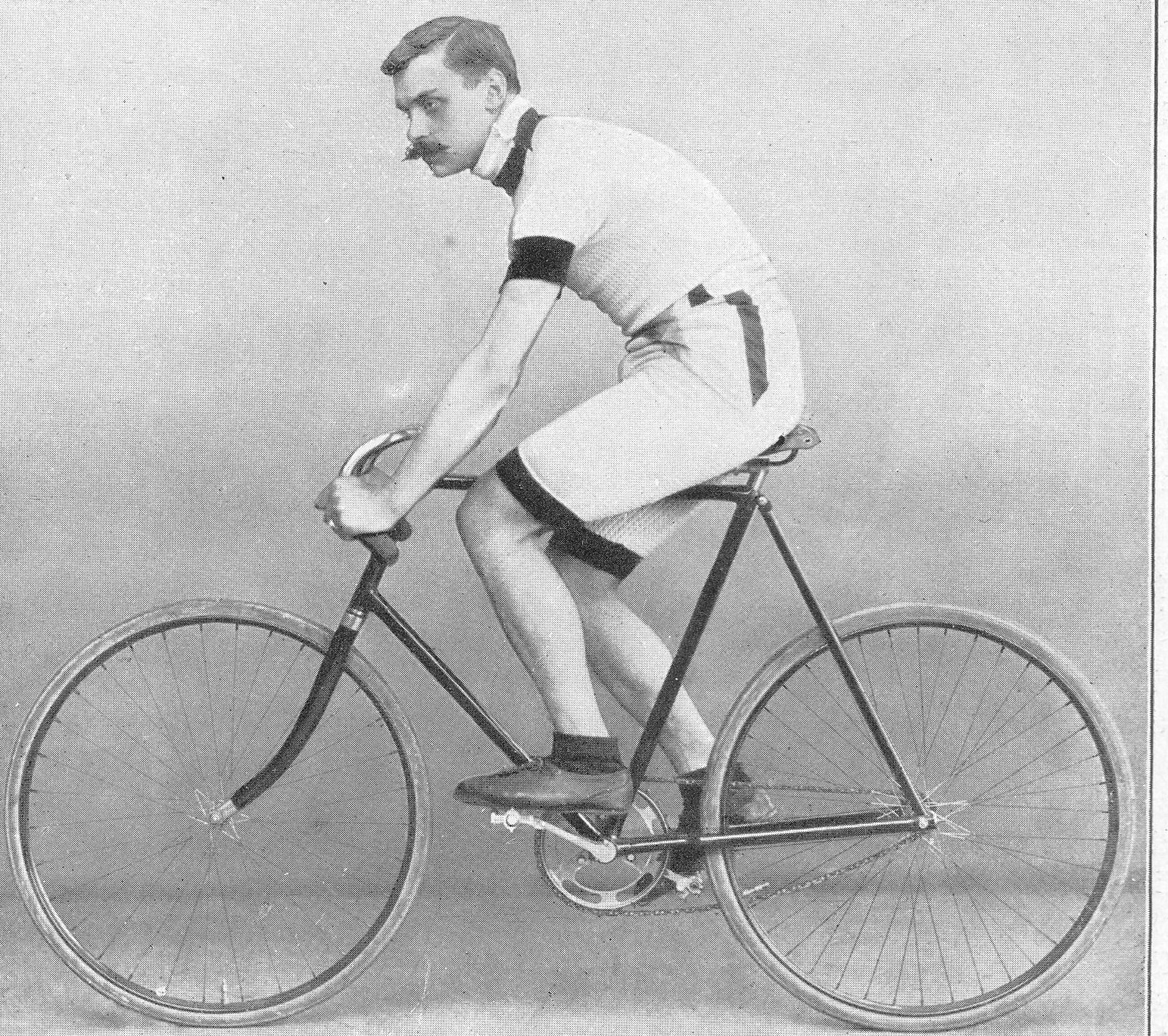
Jack William Stocks (1903)

Jack William Stocks, auch John William Stocks (* 2. Oktober 1871 in Hull; † nach 1933) war ein englischer Radrennfahrer.
Sein erstes Radrennen fuhr Jack William Stocks 1888 in seinem Heimatort Hull, wo er als Briefsortierer bei der Post arbeitete. Später wurde er Mitglied des renommierten „Catford Cycle Clubs“. In den Jahren 1896 und 1897 hielt Stocks alle englischen Rekorde auf der Bahn. Insgesamt fünfmal stellte er einen neuen Stundenweltrekord auf; 1896 war er der erste Radrennfahrer, der die 50-Kilometer-Schallgrenze überschritt.
Bei den Bahn-Radweltmeisterschaften 1896 in Kopenhagen wurde Stocks im Profi-Rennen der Steher Zweiter hinter seinem Landsmann Arthur Chase; im Jahr darauf konnte er das Blatt wenden und wurde in Glasgow Weltmeister vor seinem Konkurrenten Chase. 1899 legte Jack William Stocks auf einem „Ariel“-Dreirad in bei einem 24-Stunden-Rennen 434 Meilen zurück. Anschließend trat er vom aktiven Radsport zurück.
Stocks wurde Vertreter der französischen Automobilfirma De Dion-Bouton in Großbritannien; 1902 legte er die Strecke von Land’s End nach John o’ Groats in einem „de Dion“ in zwei Tagen und 14 Stunden inklusive Pausen zurück. 1903 und 1904 nahm er mit einem „Napier“ am Gordon-Bennett-Rennen teil. 1933 wurde er letztmals erwähnt, als er an einem Autorennen für Rennfahrer aus der Zeit vor dem Ersten Weltkrieg in Brooklands teilnahm.